# Winter Sonata

Winter Sonata (hangul: 겨울연가; RR: Gyeoul Yeonga) är en sydkoreansk TV-serie som sändes på KBS2 från 14 januari till 19 mars 2002. Bae Yong-joon och Choi Ji-woo i huvudrollerna.

## Rollista (i urval)
- Bae Yong-joon som Kang Joon-sang / Lee Min-hyeong
- Choi Ji-woo som Jeong Yoo-jin
- Park Yong-ha som Kim Sang-hyeok
- Park Sol-mi som Oh Chae-rin